# Сыроежка бугорчато-лазоревая
Под названием сыроежка синяя известен также другой вид — Russula azurea.
Сырое́жка буго́рчато-лазо́ревая, или си́няя (лат. Rússula caerúlea) — вид грибов, включённый в род Сыроежка (Russula) семейства Сыроежковые (Russulaceae). Легко определяется по фиолетовой окраске и заметному бугорку в центре шляпки.

## Описание
Шляпка достигает 3—12 см в диаметре, сначала выпукло-коническая, затем уплощённо-вдавленная, с сохраняющимся бугорком в центре. Окраска фиолетовая или винно-красная, реже буровато-сиреневая, во влажную погоду изредка бледно-сиреневая, иногда выцветающая до желтовато-бурой. Кожица снимается на протяжении половины шляпки или сильнее.
Пластинки довольно частые, изредка ветвящиеся, приросшие к ножке, светло-охристые, затем охристо-жёлтые.
Ножка сужающаяся кверху, выполненная, затем губчатая, белая, в основании с возрастом иногда приобретающая сероватый оттенок.
Мякоть крепкая, белая, на воздухе слабо сереющая или буреющая, под кожицей сиреневатая. Запах сильный, фруктовый, вкус сладковатый.
Споровый порошок светло-жёлтого цвета. Споры 7—9×6,5—8 мкм, эллиптические, бородавчатые, с неполной сеточкой. Пилеоцистиды отсутствуют.
Съедобна, обладает приятным негорьким вкусом.

## Экология
Вид широко распространён в хвойных лесах Евразии и Северной Америки, образует микоризу с сосной.

## Таксономия

### Синонимы
- Agaricus caeruleus Pers., 1801, nom. illeg.
- Russula amara Kučera, 1927
- Russula amoenata Britzelm., 1885
- Russula caerulea var. umbonata Gillet, 1892